# ビル・ワット
"カウボーイ" ビル・ワット（"Cowboy" Bill Watts、本名：William Watts、1939年5月5日 - ）は、アメリカ合衆国の元プロレスラー、プロモーター。オクラホマ州オクラホマシティ出身。より原音に近い表記は「ビル・ワッツ」であるが、本項では日本で定着している表記を使用する。
1960年代後半から1970年代を全盛期に、カウボーイ・ギミックの大型ファイターとして活躍し、オクラホマ・スタンピードの第一人者ともなった。1979年よりミッドサウス地区（ルイジアナ、ミシシッピ、アーカンソー、オクラホマ）に自身の団体MSWA（後のUWF）を設立し、大プロモーターとして一時代を築いた。

## 来歴

### 1960年代
オクラホマ州立大学ではアメリカンフットボール選手として活躍し、卒業後の1961年にAFLのヒューストン・オイラーズに入団。続いてNFLのミネソタ・バイキングスに在籍するが、大学の先輩のダニー・ホッジに誘われ1962年秋にプロレスラーとしてデビュー。1963年5月にはNWAテキサス・ヘビー級王座を獲得し、1964年にはルー・テーズのNWA世界ヘビー級王座に挑戦した。
1964年の下期よりWWWFに登場。当初はベビーフェイスのポジションでブルーノ・サンマルチノのパートナーを務めたが、TVマッチでサンマルチノのタッチを拒絶してヒールに転向。1965年はニューヨークのマディソン・スクエア・ガーデンでの定期戦において、2月22日・3月29日・5月17日の3カ月連続でサンマルチノのWWWF世界ヘビー級王座に挑戦した。タッグではゴリラ・モンスーンと組み、同年4月8日にワシントンDCにてジン・キニスキー&ワルドー・フォン・エリックからWWWF版のUSタッグ王座を奪取している。
その後、サンフランシスコ地区に入り、1966年2月19日にキンジ渋谷からUSヘビー級王座を奪取。以後、WWWFでの盟友モンスーンやレイ・スティーブンスなどを相手に、サンフランシスコ地区のフラッグシップ・タイトルである同王座を争った。
1967年9月、日本プロレスに初来日。サンフランシスコでのUS王者時代に対戦したターザン・タイラーをパートナーに、10月6日の福島大会にてジャイアント馬場&吉村道明からインターナショナル・タッグ王座を奪取する。10月31日に大阪府立体育館で馬場&アントニオ猪木に敗れ短命王者に終わったが、BI砲が誕生したメモリアル・マッチの敵役を務めたことで、日本のプロレスファンにとっては印象深い存在となった。

### NWAトライステート
1960年代末より、プロモーターのレロイ・マクガークが牛耳る地元オクラホマのNWAトライステート・プロモーションに参戦。以降、オクラホマとアーカンソーおよび深南部のルイジアナやミシシッピをサーキット・エリアとする同地区において、1970年代全般に渡ってエース・レスラー兼ブッカーを務めた。
フラッグシップ・タイトルであるNWA北米ヘビー級王座には、1970年4月12日にザ・スポイラー、1971年10月にダスティ・ローデス、1972年4月19日にビッグ・ジョン・クイン、同年5月22日にデール・ルイス、1975年11月26日にキラー・カール・コックス、1977年6月20日にスタン・ハンセンを破り、通算6回に渡って戴冠した（MSWA新設後の1980年1月5日にも、同王座の改称版であるミッドサウス北米ヘビー級王座をマイク・ジョージから奪取している。ワットにとっては、これがレスラーとしては最後のタイトル戴冠となった）。
その間、フロリダをはじめジョージアやアラバマなどのディープサウスにも参戦。トライステートでは絶対的なベビーフェイスだったが、他地区では主にヒールとして活躍し、ジョージアでは1973年から1974年にかけて、ミスター・レスリング2号とNWAジョージア・ヘビー級王座を巡る抗争を展開。フロリダでは1974年下期にローデスとNWAフロリダ・ヘビー級王座を争う一方、当時ジャック・ブリスコが保持していたNWA世界ヘビー級王座にも再三挑戦した。
日本には1974年1月、国際プロレス「'74パイオニア・シリーズ」への参戦で約7年ぶりの再来日が実現。ジェリー・ブラウン、バディ・ロバーツ、ブッチャー・バションらが同時参戦したシリーズにおいて外国人エースを務め、1月14日に寝屋川、19日に川崎市体育館にて、ストロング小林のIWA世界ヘビー級王座に連続挑戦した。28日には岩手県営体育館にてグレート草津と対戦したが、この試合はTBSで放送されていた『TWWAプロレス中継』の最終中継試合でもある。

### MSWA
長年に渡ってトライステート地区のブッカーを務めてきたワットだが、1979年にボスのマクガークと衝突。NWAを脱退し、ルイジアナの興行権を買収してミッドサウス・エリアに独立団体MSWA（Mid-South Wrestling Association）を新設する。ミシシッピとアーカンソーもテリトリーに加え、トライステートのほとんどの選手がMSWAにスライド移籍するなど、事実上マクガークのプロモーションを乗っ取った形となった。
マクガークはタルサを中心に興行を続けていたものの苦戦が続き、1982年にはオクラホマの興行権をワットに譲渡。これにより旧トライステートを完全に吸収合併したワットは、テキサスのプロモーターだったポール・ボーシュとも手を組んでヒューストンにも進出。興行の拠点としてニューオーリンズのルイジアナ・スーパードームで定期的にビッグイベントを開催するなど、活動の規模をさらに拡大した（NWA加盟団体ではなくなったものの、後にNWA世界王者リック・フレアーを招聘しており、その手腕はNWAの主流派にも注目されていた）。
1984年、WWFのビンス・マクマホンが全米侵攻をスタートさせ、各地のプロモーションは軒並み大打撃を受けることになる。しかし、トライステート時代から築いてきたミッドサウスにおける強固なマーケット基盤のもと、AWAやNWA傘下ではない独立テリトリーとして独自の活動を続けてきたMSWAは、WWFに屈することはなかった。
1985年、MSWAの人気に目をつけたテッド・ターナーとTBSにおけるプロレス番組の放送契約を締結。日曜の午後という時間帯ながら番組は高視聴率を上げ、ターナーとワットは1984年7月14日のブラック・サタデー以来WWFが時間枠を持っていた土曜夜の放送への移行に合意するが、当時WWFに在籍していたジム・バーネットの仲介により、マクマホンはNWAのジム・クロケット・ジュニアに土曜夜の時間枠を100万ドルで売却。最終的にTBSはジム・クロケット・プロモーションズと契約を結んだ。

### UWF
巨大ネットワークTBSのゴールデンタイムでの放映チャンスを失ったワットは、1986年3月に団体名をUWF（Universal Wrestling Federation）と改称し、WWFやNWAに対抗すべく全米進出を開始する。この団体には、フリッツ・フォン・エリックが主宰するWCCWのブッカー（後に共同プロモーター）であったケン・マンテルが参画、マンテルの仲介によりWCCWで活動していた多くの新しいレスラーが参戦した。腹心ジム・ロスの手腕により、太平洋岸のロサンゼルスから東部のフィラデルフィアまでマーケット規模の拡大に成功し、MSWA新設以来セミリタイア状態だったワットも正式に引退してプロモート業に注力。4月にはスーパードームでNWAのジム・クロケット・プロモーションズとビッグイベントを共同開催した。スティングなどのスター候補も生まれ、UWFは一躍アメリカ・マット界の台風の目となる。
しかし、テリトリーを大幅に広げたことによる移動費等のコスト増に反して、全米サーキットは収益の上がらない状態が続いた。さらに、OPECの石油生産量拡大に伴いアメリカ南部各州の原油産業が停滞、ミッドサウス地区の経済も破綻し、1987年には深刻な不況に直面した。相次ぐ銀行の倒産で融資も絶たれ、本拠地オクラホマでの観客動員も落ち込み、UWFは一転して危機的状況に追い込まれる。莫大な損失を被ったワットは1987年4月9日、UWFを400万ドルでクロケット・ジュニアに売却、プロレス界から撤退することになった（当初、ワットはWWFに売却を持ちかけたが、UWFが末期状態であることを見越したマクマホンに拒絶され、内部事情を知らないクロケットがワットに煽られる形で買収に応じたという）。

### WCW以降
その後はマーケティング関連の仕事に就いていたが、1992年5月、WCWの副社長となってプロレス界に復帰。当時のWCWは前任副社長ジム・ハードとの確執でフレアーがWWFに移籍するなど苦境に陥っており、運営を立て直すべく親会社TBSからの要請を受けての就任だった。同年8月には新日本プロレスのG1クライマックスにて行われたNWA世界ヘビー級王座決定トーナメントに立会人として来日、久々の日本マット登場も果たした。
しかし、息子エリック・ワッツの重用などで選手達の反発を買い、リック・ルードやスタイナー・ブラザーズ（リック&スコット・スタイナー）らトップスターが次々と離脱、視聴率はますます低下する。さらに、副社長就任前に行われたインタビュー記事における人種差別発言がTBS幹部ハンク・アーロンに発覚、副社長辞任を余儀なくされ、1993年2月にWCWを退団した。
1995年にはエリック・ワッツをWWFに斡旋、その際に本人も短期間ながらWWFに在籍していたともされている。以降は在住地のオクラホマ州タルサにてスポーツ専門ラジオ局の番組ホストなどをしていた。2009年4月4日、プロレス界における功績を称え、WWE殿堂に迎えられている。

## 追記

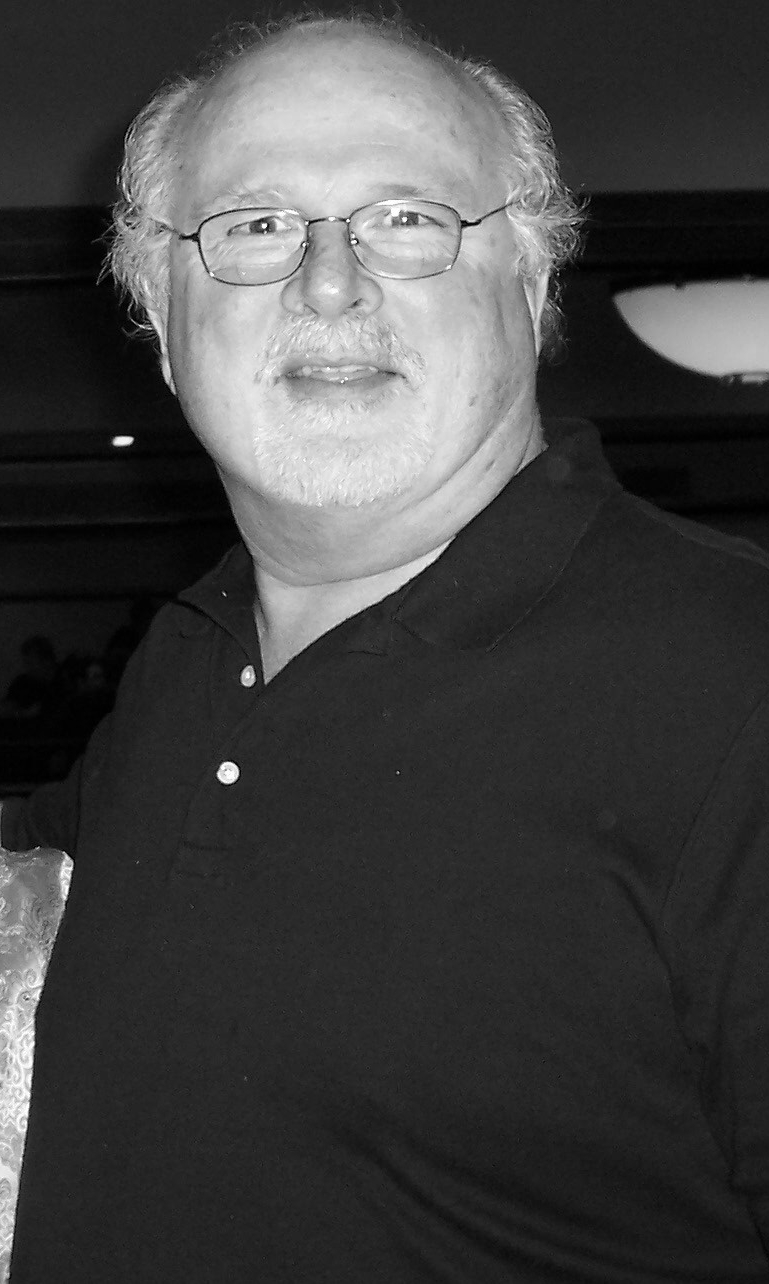
2005年

- 人種差別主義者として知られ、それがWCWからの失脚の要因ともなったが[29]、ミッドサウス地区でのブッカー / プロモーター時代は黒人ファンの動員を見込んでアーニー・ラッドやブッチ・リードなどの黒人選手を積極的に重用した（同年代のラッドとはプライベートでも親友であったという[31][32]）。ビッグ・ダディ・リッターをジャンクヤード・ドッグに変身させ、1980年代を代表する黒人スターに仕立てたのもワットの才覚によるものであり[33]、WCW時代にロン・シモンズを黒人初のWCW（NWA）世界ヘビー級王者にしたのもワットの発案だった[32]。また、徹底した共和党支持者でもある。
- 父親を太平洋戦争で亡くしており、そのために日本人を嫌悪するようになったといわれる。1967年の日本プロレス来日時、黒板にチョークで自ら "Yankee, Go home!" と書き、それを日本人記者による嫌がらせだとして悪態をついたという[34]。ジャイアント馬場は、当初はワットもそれほど露骨に日本人を蔑視しておらず、同時期に来日したアート・ネルソンにいろいろと吹き込まれたことが原因ではないかと発言している[35]。
- こうした背景があったからではないにせよ、一時は「次期NWA世界王者候補」と目され再来日が望まれたものの[1]、2度目の来日は1974年の国際プロレス参戦まで実現しなかった。当時はアメリカでレスラーとブッカーの二足の草鞋を履いて多忙だったこともあり、これが選手としては最後の来日となっている。
- 国際プロレスとは、ブッカーのグリズリー・スミスを通してMSWA設立後にも接点を持ち、ジェイク・ロバーツ、マイク・ジョージ、レイ・キャンディなどがMSWAから国際に来日している。阿修羅・原も1981年のアメリカ再修行でMSWAをサーキットしていた[36]。UWF時代は、当時WWFとの提携を解消した新日本プロレスの外国人供給ルートのひとつとして、ジム・ドゥガンの再来日やスティーブ・ウィリアムスの初来日を実現させている。しかし、いずれも完全な業務提携を結んでいたわけではない。
- 日本人選手では、キラー・カーン、ザ・グレート・カブキ、ケンドー・ナガサキもMSWAに参戦している[37]。1982年にはスーパードームでアンドレ・ザ・ジャイアント対カーンの遺恨試合が行われた[38]。

## 得意技
- オクラホマ・スタンピード
- ブルドッギング・ヘッドロック
- ショルダー・ブロック
- オーバーヘッド・バックブリーカー
- カナディアン・バックブリーカー
- ニー・ドロップ

## 獲得タイトル

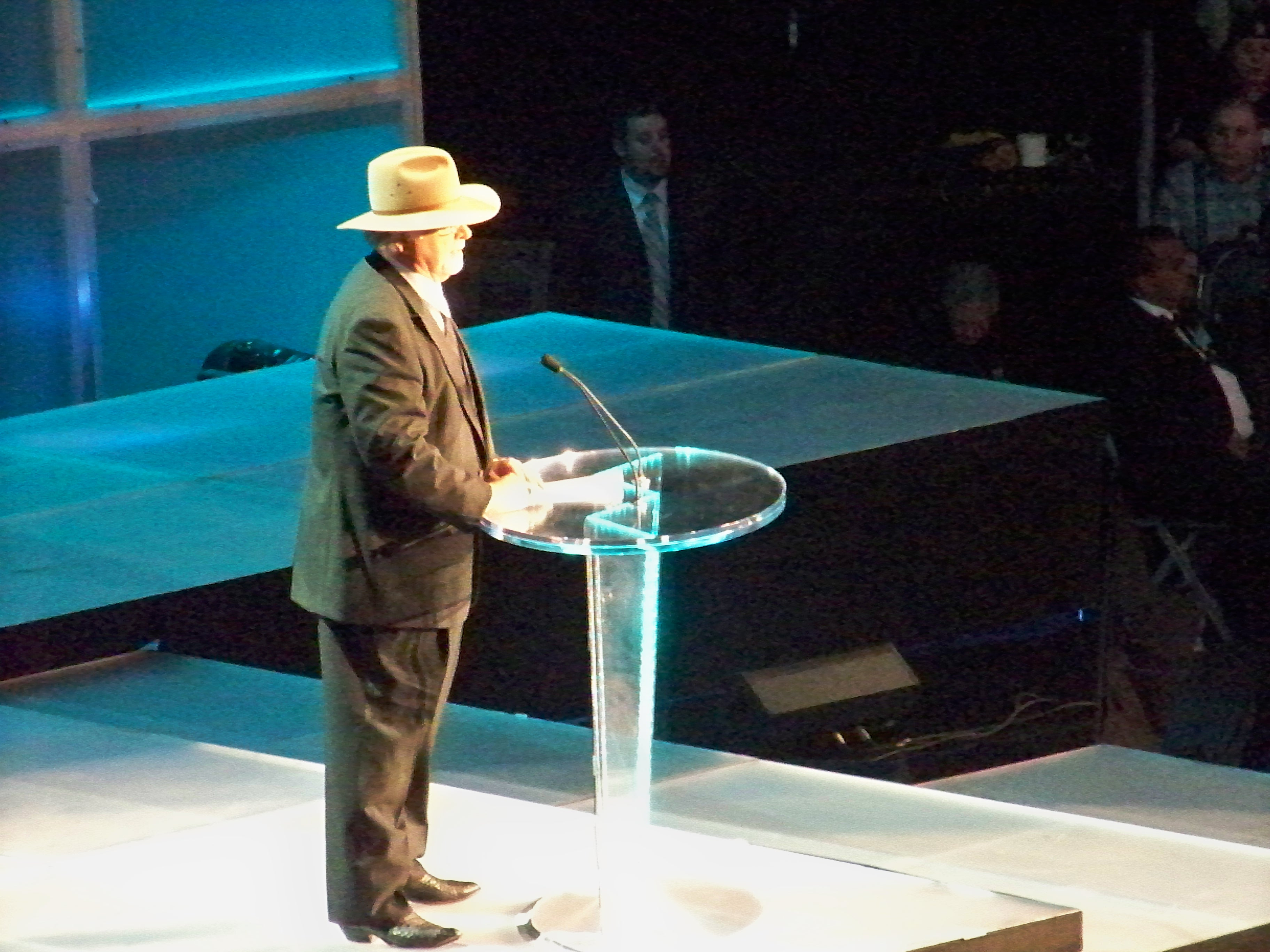
WWE殿堂入り式典にて（2009年）

NWAトライステート / ミッドサウス・レスリング・アソシエーション
- NWA北米ヘビー級王座：6回
- NWAブラスナックル王座：3回
- NWA USタッグ王座：5回（w / ジェリー・コザック、ビリー・レッド・ライオン、グレッグ・バレンタイン、ビル・ロビンソン、バック・ロブレイ）
- NWAルイジアナ・タッグ王座：1回（w / バック・ロブレイ）
- ミッドサウス北米ヘビー級王座：1回
- ミッドサウス・タッグ王座：1回（w / バック・ロブレイ）

サウスウエスト・スポーツ
- NWAテキサス・ヘビー級王座：1回

ミッドサウス・スポーツ
- NWAジョージア・ヘビー級王座：2回

ガルフ・コースト・チャンピオンシップ・レスリング
- NWAガルフ・コースト・ヘビー級王座：1回

チャンピオンシップ・レスリング・フロム・フロリダ
- NWAフロリダ・ヘビー級王座：3回

ジャパン・プロレスリング・アライアンス
- NWAインターナショナル・タッグ王座：1回（w / ターザン・タイラー）

ワールド・ワイド・レスリング・フェデレーション / ワールド・レスリング・エンターテインメント
- WWWF USタッグ王座：1回（w / ゴリラ・モンスーン）
- WWE殿堂：2009年度

アメリカン・レスリング・アライアンス
- AWA USヘビー級王座（サンフランシスコ版）：2回

## MSWA / UWF参戦人物
- テッド・デビアス
- ポール・オーンドーフ
- ディック・マードック
- キラー・カール・コックス
- ボブ・スウィータン
- バック・ロブレイ
- ワイルド・サモアンズ
- アーニー・ラッド
- レロイ・ブラウン
- ジャンクヤード・ドッグ
- マイク・ジョージ
- ボブ・ループ
- ボブ・オートン・ジュニア
- レイ・キャンディ
- ジェイク・ロバーツ
- マイク・シャープ・ジュニア
- ザ・グラップラー
- キラー・カーン
- ミスター・オリンピア
- ビッグ・ジョン・スタッド
- スーパー・デストロイヤー
- チャボ・ゲレロ
- ヘクター・ゲレロ
- ホセ・ロザリオ
- ダッチ・マンテル
- ジム・ドゥガン
- ブッチ・リード
- ジョージ・ウェルズ
- マグナムTA
- スティーブ・ウィリアムス
- カブキ
- エイドリアン・ストリート
- ディック・スレーター
- ミスター・レスリング2号
- キングコング・バンディ
- ワンマン・ギャング
- カマラ
- ミッシング・リンク
- ケンドー・ナガサキ
- ビル・アーウィン
- ジム・ナイドハート
- ハーキュリーズ
- ジョン・ノード
- ボリス・ズーコフ
- ニコライ・ボルコフ
- クラッシャー・クルスチェフ
- マスクド・スーパースター
- マスクド・スーパースター2号
- バズ・ソイヤー
- マット・ボーン
- クリス・アダムス
- テリー・テイラー
- キング・パーソンズ
- ブリックハウス・ブラウン
- エディ・ギルバート
- スティング
- リック・スタイナー
- ジョン・テータム
- ジャック・ビクトリー
- ビッグ・ババ・ロジャース
- ファビュラス・フリーバーズ
（マイケル・ヘイズ、テリー・ゴディ、バディ・ロバーツ）
- ロックンロール・エクスプレス
（リッキー・モートン、ロバート・ギブソン）
- ミッドナイト・エクスプレス
（ボビー・イートン、デニス・コンドリー）
- ファンタスティックス
（トミー・ロジャース、ボビー・フルトン）
- シープハーダーズ
（ブッチ・ミラー、ルーク・ウィリアムス）
- プリティ・ヤング・シングス
（ココ・B・ウェア、ノーベル・オースチン）
- ジャイブ・トーンズ
（シャスカ・ワトレー、 タイガー・コンウェイ・ジュニア）
- ライトニング・エクスプレス
（ブラッド・アームストロング、ティム・ホーナー）
- アンドレ・ザ・ジャイアント
- リック・フレアー
- ブルーザー・ブロディ
- ジム・ロス（アナウンサー）
- ジム・コルネット（マネージャー）
- スカンドル・アクバ（マネージャー）
- ミッシー・ハイアット（英語版）（マネージャー）